# Baliochila woodi
Baliochila woodi är en fjärilsart som beskrevs av Riley 1943. Baliochila woodi ingår i släktet Baliochila och familjen juvelvingar. Inga underarter finns listade i Catalogue of Life.